# Lam Research
Lam Research est une entreprise américaine qui fait partie de l'indice NASDAQ-100. Cette entreprise est spécialisée dans la fabrications d'équipements pour l'industrie des semi-conducteurs.

## Histoire
En octobre 2015, Lam Research annonce l'acquisition pour 10,6 milliards de dollars KLA-Tencor. Cette opération est annulée en octobre 2016, à la suite de l'opposition du ministère de la justice américain.